# كولبي
كولبي  هو أول ألبوم من كولبي دونز (O'Donis) الذي صدر يوم 16 سبتمبر 2008 عن طريق العلامة المسجلة لاكون لايف.

## الخلفية التاريخية
أنتجت شركة أكون التنفيذية ألبومه الأول وشاركت في كتابه 10 مسارات مع اودونيس(O'Donis)(كولبي كتب أو شارك في كتابة 14 من 15)، وأنتجت ثمانية مسارات، بما في ذلك «ماذا حصلت(What You Got)». وأيضا أنتجت لاودونيس(O'Donis) أربعة آخرين وأنها تنتج واحد معا. كولبي  يشمل أداء الفردي "ماذا حصلت What You Got)" تتميز أكون الفردي وكذلك عدم العودة إلى الوراء والسماح لك بالرحيل. ضيف المظاهر الأخرى تشمل تي الألم، الليل روميو، وبول الجدار. بالإضافة إلى ذلك، أودونيس O'Donis حيث يعزف على الغيتار في الألبوم، وكذلك البص، والطبول، وتركيبي لوحات المفاتيح. وفقاً لكولبي، ألبومه استغرق ثلاث سنوات لجعل لأنه أراد أن تكون كل أغنية واحدة. اعتبارا من ديسمبر 2008،  باعت كولبي 142،751 نسخة.

## قائمة المسارات
| #   | العنوان                         | الفنان المميز | الملحن                                                   | وقت  |      |
| --- | ------------------------------- | ------------- | -------------------------------------------------------- | ---- | ---- |
| 1   | "ماذا حصلت".                    | أكون          | تيام، A. / Tuinfort، G.                                  | 4:03 |      |
| 2   | "الفتاة المتطورة السيئة "       |               | والقولون، وجيم / جورج، K. / سباركس، C. / تيام، A.        | 4:03 |      |
| 3   | "وقالت إنها تريد أن تذهب".      | بول وول       | والقولون، وجيم / Slayton، P. / تيام، A.                  | 3:38 |      |
| 4   | وقال "دعونا يمكنك الذهاب"       |               | والقولون، وجيم / تيام، A. / Tuinfort، G.                 | 3:35 |      |
| 5   | وقال "لا العودة إلى الوراء".    |               | والقولون، وجيم / جورج، K. / سباركس، C. / تيام، A.        | 4:07 |      |
| 6   | "تحت أنفي"                      |               | والقولون، وجيم / تيام، A. / Tuinfort، G.                 | 3:43 |      |
| 7   | "يأخذك بعيدا"                   | روميو         | والقولون، وجيم / ميلر، P. روميو جونيور                   | 3:34 |      |
| 8   | "الطبيعية السامية"              | تي الألم      | والقولون، وC./D.Bal4/Romano، F. / تيام، A. / نجم F.      | 3:19 |      |
| 9   | "احفظ اموالك"                   |               | القولون، C.                                              | 3:03 |      |
| 10  | "التفكير يا"                    |               | والقولون، وجيم / مور، D. / سباركس، C. / تيام، A.         | 3:49 |      |
| 11  | "قل لي هذا"                     |               | والقولون، وجيم / تيام، A.                                | 3:53 |      |
| 12  | "أنت لعبة"                      |               | والقولون، وجيم / ماتسونو، K.                             | 3:24 |      |
| 13  | "اتبع أنت"                      |               | والقولون، وجيم / مور، D. / سباركس، C. / تيام، A.         | 3:33 |      |
| 14, | "الفرق"                         |               | بونتون، J. / كول، C. / كولون، C. / ناش، T. / ستيوارت، C. | 4:06 |      |
| 15  | "الزحام مان"                    |               | والقولون، وجيم / كولون، S. / تيام، A.                    | 3:06 |      |
| 16  | "ما حصل (الصوتية) [منحة المسار] | أكون          | القولون، C.                                              |      | 4:30 |

## الخرائط
| الرسم البياني (2008)                                       | الذروة موقف |
| ---------------------------------------------------------- | ----------- |
| الولايات المتحدة'Billboard 200                             | 41          |
| الولايات المتحدة اللوحة الأعلى آر & بي / ألبومات الهيب هوب | 14,         |

## روابط خارجية
- كولبي على موقع أول موفي (الإنجليزية)